# Kabupaten Tegal
Kabupaten Tegal är ett kabupaten i Indonesien.   Det ligger i provinsen Jawa Tengah, i den västra delen av landet, 270 km öster om huvudstaden Jakarta. Antalet invånare är 1 458 226.